# Nadja Månsson
Nadja Månsson (født 22. september 1988 i Kiev) er en tysk håndboldspiller, som spiller for Borussia Dortmund Handball og Tysklands håndboldlandshold.